# صموئيل إنغهام
صموئيل إنغهام (بالإنجليزية: Samuel Ingham)‏ هو قاضي ومحامي وسياسي أمريكي، ولد في 5 سبتمبر 1793 في هيبرون في الولايات المتحدة، وتوفي في 10 نوفمبر 1881. حزبياً، نشط في الحزب الديمقراطي. وقد انتخب عضو مجلس نواب كونيتيكت وانتخب عضو مجلس النواب الأمريكي.